# John Bradshaw
John Bradshaw (Stockport, 15 luglio 1602 – Londra, 31 ottobre 1659) è stato un magistrato e politico inglese.
Nel 1649 fu nominato presidente dell'Alta Corte di Giustizia che condannò a morte Carlo I d'Inghilterra; ottenne inoltre in contemporanea la presidenza del consiglio di Stato e in seguito divenne deputato durante il Commonwealth.
Durante la restaurazione della monarchia (avvenuta pochi mesi dopo la sua morte) in seguito alle purghe attuate dal nuovo sovrano Carlo II venne dichiarato regicida e il suo corpo fu quindi sottoposto ad esecuzione postuma il 30 gennaio 1661 (dodicesimo anniversario dell'esecuzione di Carlo I): impiccato a Tyburn, fu poi decapitato e la sua testa fu esposta su di una picca sopra il palazzo di Westminster. Analoga sorte fu riservata, nella medesima occasione, ai corpi di Oliver Cromwell e di Henry Ireton.